# Mount Saint Andrew
Der Mount Saint Andrew ist ein Berg auf der Karibikinsel St. Vincent im Staat St. Vincent und die Grenadinen. Er liegt im Süden der Insel auf dem Gebiet des Parish Saint George (St. Vincent und die Grenadinen) und ist der südlichste höhere Gipfel des Bonhomme-Gebirges. Er hat eine Gipfelhöhe von 453 m (544 m laut peakvisor).